# صياد السمك بني القناع
صياد السمك بني القناع (الاسم العلمي Halcyon albiventris)، طائر من القاوند وينتمي إلى فصيلة الرفرافيات. موطنه أفريقيا.
صياد السمك بني القناع ( إسمه العلمي : Halcyon albiventris ) نوع من أنواع الطيور من عائلة رفراف الشجر (الهاسيونينا Halcyoninae) ، صيادي السمك الشجرية. يتميز برأس بني وجناحين تركوازيين سوداويين. تتواجد في صحاري افريقيا الجنوبية، وتعيش في وسط الغابات والأدغال وأطرافها وضواحي المدينة. قام الاتحاد الدولي لحماية الطبيعة (IUCN) بتقييمه كأقل الحيوانات المثيرة للقلق.

## التصنيف
صنّف هذه الأنواع من ضمن الرفرافيات من قبل العالم جوفاني أنطونيو سكوبولي في عام 1786. وهنالك أربعة أنواع معترف بها وهي : قاوند الرفرافيات القاوند وقاوند الرفرافيات أورينتالس قاوند الرفرافيات برينتيسقري وقاوند الرافرافيات الفوزيفيرانس، ولقد تم اكتشاف ووصف السلالتين هالوفيلا وارلانجر، لكنها لم يعترف بها بشكل كافٍ بعد.

## الوصف
يصل طوله حوالي 22 سم (8.7 إنش). رأسه بني مع خطوط سوداء، وهنالك طوق عريض فوق وشاحه الأسود البني. أما أغطية الأجنحة فغالباً ما تكون باللون البني والأسود، وريش الطيران الثانوي لونه فيروزى الدقن أبيض اللون، والصدر لونه أسمر مصفر مع خطوط داكنة، والبطن أشهب اللون ومنقاره أحمر وطرفه بني، السيقان قرمزية اللون، والعينان بنيتان داكنة. أما الأنثى تتميز بأجزاء علوية ذات لون بني غامق، وأجزائها السفلية منقطه أكثر من الذكر. الطيور حديثة النمو باهتت اللون، الأجزاء السفلية خشنة صدفية اللون. وتختلف السلالات الفرعية من ناحية البقع الداكنه .

## أماكن الإقامة
يوجد طائر صياد السمك في صحاري أفريقيا الجنوبية وفي غابون والكونقو وجمهورية الكونغو الديموقراطية وأنغولا وكينيا وتنزانيا وزامبيا والصومال وموزامبيك وملاوي وزيمبابوي وبوتسوانا وزامبيا وجنوب أفريقيا وإسواتيني. يتواجد في ارتفاعات اقل من 1800م (5900 قدم )، ويعيش في الغابات والمراعي والأشجار والادغال وفي اطراف الغابات والحدائق. يتواجد احياناً بالقرب من الماء، وبمكن ان يتكيف مع ضواحي سوبوربان. قليلاً ما يهاجر، ولكن هناك أدلة على وجود تحركات موسمية في بعض المناطق.

## السلوك
يُرى طائر صياد السمك بشكل عام إما وحيداً أو في أزواج وعادةً ما يبحث عن طعامه على الأرض، ويتغذى بشكل رئيسي على الحشرات، وكذلك تأكل العقارب والزواحف، والطيور الصغيرة والقوارض والأسماك وتأكل الأفاعي والسحالي بطول 25 سم (9.8 إنش ) كما أُبلغ عنه . الإيقاع الناتج عن تأرجح الأجنحة هو تيييو أو كي-تي-ي-تي تريلل ( tiiiu\ki-ti-ti-ti trill ) و ينتج تشيريت (cheerit ) حادة عند الفزع . موسم التكاثر رسمياً بين شهري سيبتمبر آبريل . يتم حفر العش عند ضفة النهر، أو عند الأخدود أو على الطرق. تبقى العائلة سوياً لبضعة أسابيع بعد التكاثر.

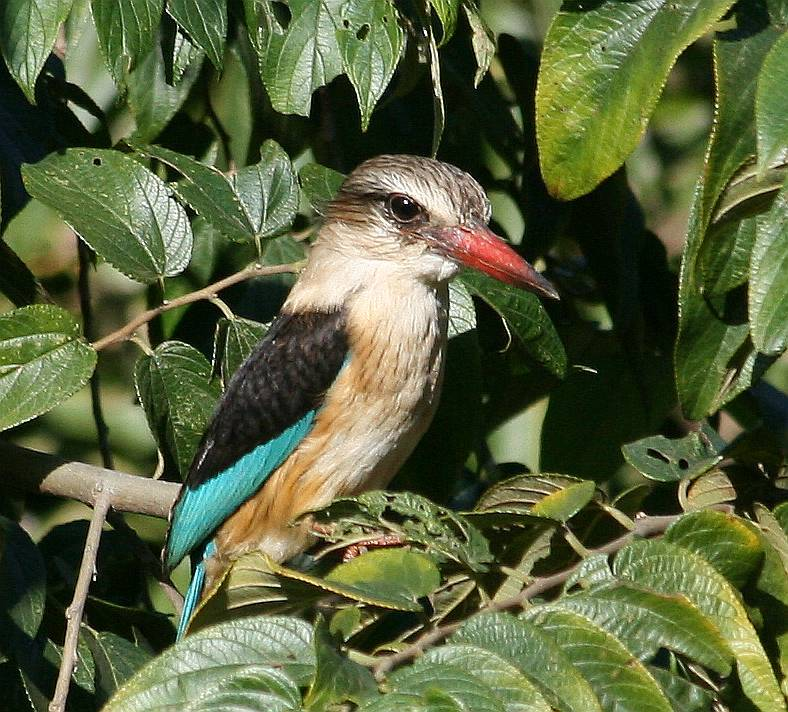
الطائر الذكر
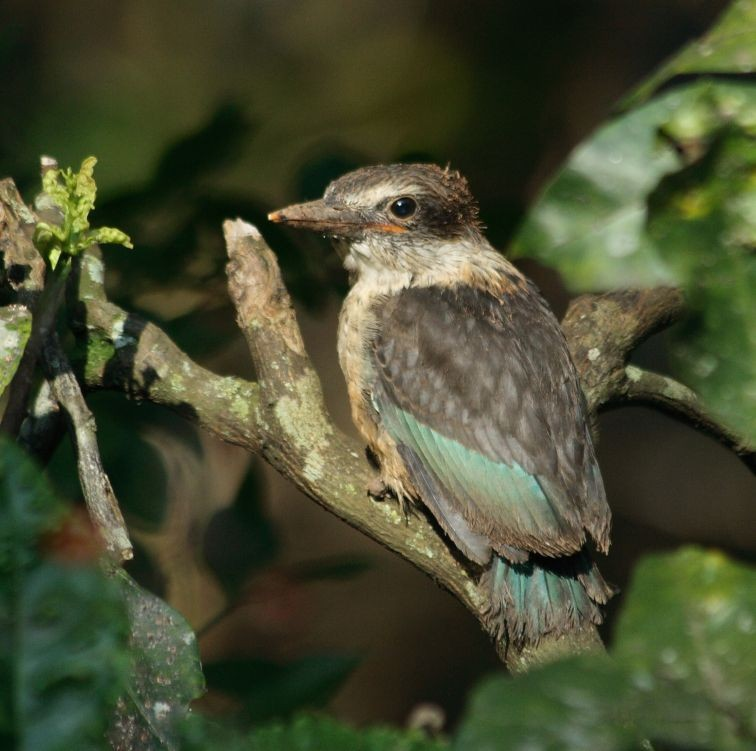
طائر حديث الولادة

## الحالة
هذا النوع منتشر بنطاق واسع، وأعداده مستقره وليس عليها تهديدات كبيرة، لذلك قام الاتحاد الدولي لحماية الطبيعة بتقييمه بأنه نوع اقل أهمية .